# Девід Галлагер
Девід Галлагер англ. David Gallagher; нар. 9 лютого 1985, Нью-Йорк, США) — американський актор.

## Життєпис
Галлагер народився в Нью-Йорку в родині Елени Галлагер (уроджена Лопес) і Даррена Джеймса Галлагера. Його батьки розлучилися, коли він був немовлям, і його мати вдруге вийшла заміж за Вінсента Кейсі. Галлагер має кубинське походження з боку матері та ірландське походження з боку батька. У нього є четверо молодших братів і сестер. У його брата Кілліана діагностували аутизм, тому Девід є активним прихильником і представником організації Autism Speaks.
Він закінчив підготовчу школу Chaminade College у 2003 році і вступив до Університету Південної Каліфорнії, де він спеціалізувався на кіно та телебаченні і який закінчив у травні 2007 року.
Галлагер почав зніматися у віці 2 років, спершу працюючи моделлю для друкованих рекламних роликів у Нью-Йорку та його околицях, що згодом призвело до комерційної роботи актора. Він з'являвся в багатьох телевізійних рекламних роликах, будучи дитиною для таких продуктів, як Tyson Foods і Fisher Price. У 8 років він ненадовго зіграв постійну роль у мильній опері «Любов».
Його дебют у кіно відбувся в 1993 році, коли він зіграв роль Майкі Убріакко у фільмі «Дивіться, хто тепер говорить», де зіграв сина персонажів Джона Траволти та Кірсті Еллі та старшого брата персонажа Табіти Люп'єн. У 1995 році він грав у виставі «Різдвяна пісня» на Бродвеї. Він також знявся в кількох телевізійних фільмах, зокрема «Бермудський трикутник».
У 1996 році він возз'єднався з Джоном Траволтою для фільму «Феномен». Пізніше того ж року він отримав роль Саймона Кемдена в сімейному драматичному серіалі «Сьоме небо». «Сьоме небо» виходило в ефірі протягом 11 сезонів, що зробило його найдовшою сімейною драмою в історії телебачення.
Він зняв кілька фільмів під час перерв у зйомках, включаючи пряме відео «Різдвяне бажання Річі Річа» та «Маленькі секрети» з Еван Рейчел Вуд. У 2003 році, під час восьмого сезону серіалу «Сьоме небо», Галлагер залишив шоу, щоб навчатися в коледжі. Однак він повернувся до серіалу на неповний робочий день протягом 9 сезону та для 10-го сезону, який мав бути останнім. Наприкінці 2006 року CW несподівано відкрили 11-й сезон. Галлагер вирішив не продовжувати контракт.
У 2005 році Галлагер знявся в малобюджетній адаптації «Портрету Доріана Грея» та був співпродюсером.
Його першою роллю після того, як він покинув «7th Heaven», стала гостьова робота у «4исла», де він зіграв серійного вбивцю Бака Вінтерса у вересні 2006 року, роль, яку він повторив у січні 2009 року. Він також з'явився в першому сезоні 6 «C.S.I.: Місце злочину Маямі», де зіграв іншого підозрюваного вбивцю. Він також знявся в сиквелі жахів «Бугімен 2», який одразу вийшов на DVD. У липні 2008 року знявся в драмі TNT «Врятувати Грейс» у ролі Пола Шапіро, неспокійного молодого чоловіка, який був підозрюваним у розслідуванні вбивства. Його наступна поява в гостях відбулася в епізоді кримінальної драми Fox «Кістки» в жовтні 2008 року в ролі Райана Стефенсона, сина трансгендерної жінки. Потім у листопаді 2008 року він з'явився в епізоді шоу CBS «Без сліду» в ролі підозрюваного на ім'я Джефф Елліс, якого вважали відповідальним за зникнення місцевої медсестри. Він зіграв Сейдзі Амасава в англійській дубляжній версії студії «Шепіт серця». Галлагер з'явився в передостанньому епізоді серіалу The Deep End, де він зіграв людину, яку звинувачують у вбивстві другого ступеня, хоча він невинний.
У березні 2012 року було оголошено, що Галлагер зніметься разом з Джейком Вебером [8] у фільмі «Налякані темряви» режисера Такаші Шимізу.
Галлагер особливо озвучував Ріку в численних відеоіграх і франшизі Kingdom Hearts з 2002 року.
У квітні 2024 року було оголошено, що Галлагер разом зі своїми колишніми колегами по зірках, Беверлі Мітчелл і Маккензі Росман, буде вести повторний подкаст 7th Heaven під назвою «Наздоганяючи Кемденів!».

## Фільмографія

### Фільми
- Дивись хто тепер говорить (1993)
- Фенмоен (1996)
- Бермудський трикутник (1996)
- Різдвяне бажання Річі Річа (1998)
- Маленькі секрети (2001)
- Гонщик на карті (2003)
- Тиша (2005)
- Шепіт серця (2005, анімаційний; англійське озвучування)
- Недільний ранок (2006)
- Портрет Доріана Грея (2007)
- Чудові зомбі, чоловіче! (2007)
- Бугімен 2 (2008)
- Супер 8 (2011)
- Трофейні діти (2011)
- Scared of the Dark (2013)

### Телесеріали
- Вокер, техаський рейнджер (1997)
- Дика сімейка Тонберів (1999)
- Врятувати Грейс (2008)
- Кістки (2008)
- Без сліду (2008)
- Таємниці Смолвіля (2009)
- Щоденники вампіра (2011)
- Криміналісти: мислити як злочинець (2012)
- CSI: Місце злочину (2012)
- Місце злочину: Нью-Йорк (2012)
- Спецназ (2020)